# Odontokoa
× Odontokoa (abreviado Otk) es un híbrido intergenérico entre los géneros de orquídeas Odontoglossum × Zelenkoa. Fue publicado en Orchid Rev.  112(1256, Suppl.): 28 (2004).